# Ingrid Rimland
Ingrid Rimland bzw. Rimland-Zündel (* 1936 in Molotschansk (ehemals Kolonie Molotschna), Ukrainische SSR; † 12. Oktober 2017) war eine US-amerikanische Buchautorin und Holocaustleugnerin russlanddeutscher Abstammung. Sie war die Ehefrau des Revisionisten Ernst Zündel und lebte im US-Bundesstaat Tennessee.

## Leben
Ihre russlandmennonitisch geprägte Familie folgte 1943 der deutschen Wehrmacht, die sich westwärts zog, um der vorrückenden Roten Armee zu entgehen. Die Flucht brachte sie 1945 nach Deutschland, wo sie die letzten Tage des Zweiten Weltkrieges verbrachte. Unmittelbar nach Kriegsende vermittelte das Mennonite Central Committee (MCC) ihrer Familie die Ansiedlung in Volendam, Paraguay; dort lebten sie ab 1948 als Mennoniten-Flüchtlinge. In Paraguay heiratete Ingrid Rimland und bekam ihren ersten Sohn.
1960 wanderte die Familie nach Kanada aus und ließ sich in St. Catharines, Ontario, nieder, wo ihr zweiter Sohn geboren wurde. Sie zog 1967 in die USA und erwarb später die US-Staatsbürgerschaft.

## Webarbeit und Kontroversen
Von Mitte der 1990er Jahre bis zu deren Abschaltung 2017 betrieb Rimland die „Zündelsite“, eine zentrale Plattform für die Verbreitung von Ernst Zündels revisionistischen Ansichten, und gilt als eine Pionierin der rechtsextremen Internet-Propaganda. Die Seite wurde von der Bundesprüfstelle für jugendgefährdende Medien indiziert.
Von 1996 bis 2009 verschickte sie den täglichen Newsletter „Z-Gram“, der über Zündels Strafverfolgung berichtete und seine Kommentare zu aktuellen Ereignissen während seiner Haft veröffentlichte.

## Literarisches Schaffen
In ihrer ersten Novelle The Wanderers: The Saga of Three Women Who Survived (1977) beschrieb Rimland den Exodus und die Flucht deutscher Mennonitengemeinden aus der Ukraine, basierend auf eigenen Erlebnissen. 1998 veröffentlichte sie die Trilogie Lebensraum, in der sie unter anderem ihre Erfahrungen im Zweiten Weltkrieg und die Vertreibung der Russlanddeutschen durch Stalin thematisierte.

## Beziehung zu Ernst Zündel
Nach jahrelanger Zusammenarbeit lernte Rimland Ernst Zündel 1994 bei einer Revisionisten-Konferenz kennen und heiratete ihn 2001 in Tennessee. Sie zog von Kalifornien nach Tennessee um, wo Zündel sich 2000–2001 anschloss.
2003 wurde Zündel wegen abgelaufener US-Aufenthaltsgenehmigung inhaftiert und nach zwei Jahren Haft in den USA nach Kanada abgeschoben. Im Februar 2005 wurde er endgültig nach Deutschland ausgeliefert und 2007 zu fünf Jahren Haft verurteilt; er wurde am 1. März 2010 entlassen.